# Кайвская волость
Кайвская волость (латыш. Kaives pagasts) — одна из волостей Вецпиебалгского края Латвии, расположенная в его юго-восточной части. Граничит с Тауренской, Вецпиебалгской и Инешской волостями своего края, Юмурдской и Эргльской волостью Эргльского края края, Мазозолской волостью Огрского края, а также Заубской и Скуйенской волостями Аматского края. Административный центр волости — село Кайве.
Основные населённые пункты: Бумби, Гропини, Кайве, Килкас, Лациши, Леймани, Майсели, Муйлени, Петерени, Зилайскалнс.
Реки: Алайните, Дзервите, Гауя, Мелтне, Огре, Писла, Рисене.

## История
В 1945 году на части территории расформированной Скуйенской волости был образован Кайвский сельсовет. С 1954 по 1965 год он был временно включён в состав Лейманьского сельсовета.
В 1990 году Кайвский сельсовет был преобразован в волость. В 2009 году она вошла в состав Вецпиебалгского края.

## Известные люди
- Отомар Ошкалнс (1904—1947), деятель Латвийской коммунистической партии.